# Hans Eberhardt (Archivar)
Hans Eberhardt (* 25. September 1908 in Braunschweig; † 21. November 1999 in Weimar) war ein deutscher Archivar und Historiker.

## Leben
Er wuchs in Sondershausen auf, wo er die Volksschule und das Gymnasium besuchte. Er studierte Geschichte und Germanistik an den Universitäten Jena und Leipzig. Als Schüler von Alexander Cartellieri und Friedrich Schneider promovierte er 1931 über die Anfänge des Territorialfürstentums in Nordthüringen, legte 1932 in Jena das Staatsexamen ab und trat in den höheren Schuldienst ein. Im Thüringischen Hauptstaatsarchiv Weimar begann er am 1. April 1938 eine neue Berufslaufbahn als Archivar. Er trat 1973 in den Ruhestand. 1994 erhielt er das Verdienstkreuz am Bande des Verdienstordens der Bundesrepublik Deutschland. 1998 ernannte ihn die Stadt Weimar zu ihrem Ehrenbürger.